# فالنتين بوبوف
فالنتين بوبوف (بالبلغارية: Валентин Попов)‏ هو كاتب بلغاري، ولد في 8 نوفمبر 1979 في بلفن في بلغاريا.